# Рейтинг (премія Жінка III тисячоліття)
Рейтинг — одна із категорій української премії «Жінка III тисячоліття», що вручається з 2006 року однойменною громадською організацією представницям промисловості, медицини, бізнесу, підприємництва, мистецтва, культури, спорту та інших галузей, яку учасники комісії вважають найкращими в своїй галузі.
Відзнакою було нагороджено 325 жінок. Найбільше (48) — 2008 року, найменше (22) — 2012-го.

## Список

### 2006
- Балян Ануш — директор Закарпатського інституту агропромислового виробництва[1]
- Білик Ірина — заслужена артистка України
- Богуцька Роксолана — дизайнер одягу
- Боднарюк Ірина — директор трикотажної фабрики Чернівці
- Наталія Бондар — генеральний директор ТОВ «Кармен-Центр», Київ
- Варагаш Ірина — віце-президент підприємства «Аква Еко»
- Веселовська Зоя — доктор медичних наук, професор, директор міського центру судинно-ендокринних захворювань органів зору, Київ
- Горбачова Ольга — ведуча музичних програм телеканалу «Інтер»
- Горбенко Світлана — начальник Головного управління агропромислового розвитку Херсонської обласної державної адміністрації
- Горобець Ірина — президент видавничого дому «Міжнародний туризм»
- Городецька Міла — фешн-продюсер
- Дригало Людмила — керівник ПП «Дригало» Біла Церква
- Дюбіна Лариса — директор туркомпанії «Art&Journey», Київ
- Козловська Марина — головний редактор, засновник журналу «Марина», Луганськ
- Кондратюк Тетяна — заступник Міністра України у справах сім'ї, молоді та спорту
- Крайник Олена — директор ресторану «Кувшин»
- Крапивницька Наталя — нотаріус, Донецьк
- Кребс Ніна — власник центру краси «Ні-Ка», Київ
- Кремешна Тетяна — президент Жіночої фундації «Олеся», Київ
- Мельничук Анжела — директор магазину «Пан Адам» Чернівці
- Мосейчук Наталія — ведуча служби інформації телекомпанії 5 канал
- Назарова Тетяна — народна артистка України
- Окаянюк Ірина — Голова правління АТ «Українська охоронно-страхова компанія»
- Пашкевич Катерина — національний директор з виявлення, підготовки і представлення талантів Республіки Білорусь на престижних міжнародних форумах
- Ратушнюк Ольга — заступник Голови правління АКБ «Хрещатик»
- Рижко Дарина — власник ПП «РДВ», Дніпро
- Скопиченко Світлана — голова представництва компанії «Солвей Фармацеутікалз ГмбХ» в Україні[2]
- Сніцар Алла — оглядач розділу «Частная жизнь» журналу «Натали»[3]
- Терсенова-Заводовська Тетяна — директор Центру естетичного виховання «Ювента», Івано-Франківськ
- Худолій Валентина — директор видавництва «Марка України» УДППЗ «Укрпошта»
- Шамова Алла — президент підприємства «Астерікс», Дніпро
- Юрковська Олена Юріївна — Герой України, чотириразова чемпіонка IX паралімпійських ігор[4]

### 2007
- Авілова Наталія — генеральний директор ТОВ з іноземними інвестиціями «Спілловер», Голова Спостережної Ради ВАТ «Плай»
- Айна Гассе — дизайнер одягу
- Ассія Ахат[5] — співачка, продюсер
- Безсонова Ганна — 4-разова чемпіонка світу, 3-разова чемпіонка Європи, відома гімнастка
- Бережна Ірина[6] — приватний нотаріус
- Білецька Марія — директор товариства «Сторожинецька кераміка», Чернівці
- Гулик Марія — засновник медичного центру «VIVA-мед», кандидат медичних наук, Коломия
- Дзяк Людмила[7] — завідувач кафедри неврології та нейрохірургії, доктор медичних наук, професор Дніпропетровської медичної академії
- Дикан Ірина — директор науково-практичного центру променевої діагностики АМН України, доктор медичних наук, професор
- Дущак Ганна[8] — поетеса
- Єпіфанцева Світлана — генеральний керівник і засновник готельного комплексу «Парк-Готель», віце-президент промислової корпорації «ЮТМІС», Дніпро
- Ігошена Лілія — багатодітна мати (10 дітей), колгоспниця ТЗОВ «Новоселиця»
- Ігуменя Серафима (Шевчик)[pl] (Шевчик Надія Вікторівна)  — настоятелька Свято-Архангело-Михайлівського жіночого монастиря, Одеса
- Іларіонова Ельвіра — керівник відділу культурно-масових заходів компанії «Алеф-Віналь», Дніпро
- Каграманян Рузанна — власник СПА салону «Ла Руз», Київ
- Карола фон Фішер — голова благодійного фонду «Відродження Чорнобиля в Німеччині» та фонду «Стіл дарів» для соціально незахищених сімей Гамбурга
- Козлова Ірина — головний державний санітарний лікар Києва Київської міської санепідемстанції
- Ковтун Інна — головний редактор загальнонаціонального тижневика «Ділова столиця»
- Мазур Алла — телеведуча каналу «1+1»
- Мазурак Марина — спецкореспондент та ведуча телекомпанії «Ера»
- Мхітарян Астхік — голова спостережної ради «Українського інвестиційного будівельного банку», Київ
- Паллі-Петралья Фані — міністр туристичного розвитку Грецької Республіки
- Пономарь Тетяна — юрист, засновниця ПП "Спілка юристів «Консультація», Херсон
- Постєльнікова Світлана — генеральний директор ДП «Ауді Центр Віпос», Київ
- Потімкова Олеся — директор з розвитку бізнесу ЗАТ «ХевІнвест СПА — Гольф», Угорщина
- Радковська Наталія — віце-президент мережі супермаркетів «Наталка», співачка, телеведуча, Одеса
- Руденко Людмила — генеральний директор ТОВ «Доміна тревел Україна»
- Сумська Наталія — народна артистка України
- Хомишак Елен — вчитель в школі для дітей з фізичними вадами та викладач бізнесу у вищому закладі Британії, всиновила українську дитину-інваліда, займається благодійною діяльністю в Україні[9]

### 2008
- Алексєєва Вікторія — директор по персоналу ТОВ «РУШ», Дніпропетровськ
- Ані Лорак — народна артистка України
- Борисова Людмила — голова Летичівської селищної ради, Хмельницька область
- Букало Олена — генеральний директор спільного підприємства «Украфлора»
- Булавка Галина — заступник Голови правління обласного громадського фонду «Час, події, люди», Дніпропетровськ
- Бут Наталія — заступник головного лікаря міської багатопрофільної клінічної лікарні № 4 м. Дніпропетровська, депутат районної ради
- Бучинська Наталя — народна артистка України
- Вайда Мирослава — завідувачка інфарктного відділення Закарпатського обласного кардіологічного диспансеру
- Воротнікова Марина — голова Кам'янобрідської районної ради у Луганську
- Воротнікова Тетяна — генеральний директор ТОВ «Атлантіс», Дніпропетровськ
- Герега Галина — засновник ТОВ «Епіцентр-К»
- Гнатюк Світлана — співзасновник і головний лікар клініки медичної косметології «Естет люкс»
- Гошовська Валентина — директор інституту підвищення кваліфікації керівних кадрів Національної академії державного управління при Президентові України
- Дмитрів Лідія — завідувачка хірургічного відділення Івано-франківської центральної міської лікарні, депутат обласної ради, Заслужений лікар України
- Домбровська Валентина — вчитель зарубіжної літератури Київської спеціалізованої загальноосвітньої середньої школи № 320
- Дуніна Олена — генеральний директор ДП «Авто Інтернешнл»
- Єскіна Олена — співзасновник першого українського годинникового заводу «Київська Русь» групи компаній «Едельвейс», Президент Союзу підприємств української годинникової промисловості-виробників та постачальників годинників
- Жупіна Олена — автор та ведуча телепрограми «Формула успіху», дворазова чемпіонка України, Європи, бронзова призерка XXVII Олімпійських ігор зі стрибків у воду (2000 р.)
- Замфір Елла — завідувачка терапевтичного відділення Чернівецької міської поліклініки № 1
- Ігуменя Стефана — настоятелька Святогорського Свято-Успенського Зимненського жіночого монастиря, Волинська область
- Карнадуд Лариса — директор ТОВ "Рекламне видавниче агентство «Медія-ЛІК»
- Карпенко Ніна — заступник директора Черкаського гуманіторно-правового ліцею
- Костюк Ніна — вчитель Горностаївської середньої школи № 1, Херсонська область
- Кузнєцова Ольга — вчитель англійської мови, на базі своєї родини (чоловік та 2 дітей) створила будинок сімейного типу — 8 прийомних дітей
- Кузьменко Антоніна — секретар виконавчого комітету Луганської міської ради
- Кулакова Марина — завідувачка пологового відділення № 2 Севастопольського Центру охорони здоров'я матері і дитини, заслужений лікар України
- Лісімова Лідія — президент Міжнародної громадської організації «Жінка III тисячоліття» та Міжнародного дитячого фестивалю «Світ талантів»
- Логошняк Олена — Перший віце-президент ВАТ КБ «НАДРА»
- Недельська Тетяна — заслужена артистка України, голова МГО «Міжнародний творчий центр Яна Табачника»
- Палашек Олена — композитор, поетеса, письменниця, автор та виконавиця власних пісень, ведуча телевізійної програми «Караоке біля Дюка», президент рекордінгової компанії «Одисей»[10]
- Рот Клаудія — регіональний Віце-президент асоціації готелів «The Leading Hotels» в Європі, Африці та Середньому Сході
- Ряполова Тетяна — доцент кафедри психіатрії, наркології і медичної психології Донецького державного медичного університету імені Максима Горького
- Самойлова Юлія — генеральний директор бізнес-напрямку «Лікеро-горілчані вироби» групи компаній «ОЛІМП»
- Сарайрех Оксана — генеральний директор компанії Cardinal
- Семенова Лариса — головний лікар другої міської дитячої клінічної лікарні Сімферополь, заслужений лікар України
- Сівак Наталя — керівник Агентства свят «25 час», автор і ведуча програми «Твій стиль», Дніпропетровськ
- Степова Валентина — співачка, народна артистка України, завідувачка кафедри естрадного співу Київського муніципального коледжу естрадно-циркового мистецтва ім. Леоніда Утьосова
- Тарнопольська Лариса — директор Бердичівської загальноосвітньої школи-інтернату для дітей-сиріт та дітей, позбавлених батьківського піклування
- Товт Олена — директор Управління житлового будівництва Державного фонду сприяння молодіжного житлового будівництва
- Трофименко Лариса — генеральний директор державного підприємства "Готельний комплекс «Київ», кандидат політичних наук
- Фаріон Марта — юрист, член Виконавчої і наглядової Ради відділу Міжнародних зв'язків, президент Києво-Могилянської Фундації Америки
- Хвостенко Оксана — срібний призер чемпіонату Світу 2008 року по біатлону, майстер спорту міжнародного класу
- Хіміна Олена — директор Лозовської спеціальної школи-інтернату для дітей з важкими порушеннями мови, АР Крим
- Чегодар Наталія — голова Овідіопольської районної державної адміністрації Одеської області
- Черевична Олена — дизайнер одягу, автор торгової марки «М. Мільто», Біла Церква
- Шемчук Наталія — комерційний директор ТОВ «Приморець», АР Крим
- Шовковська Власта — директор із зовнішніх зв'язків благодійного фонду «Розвиток України»
- Шубіна Людмила — директор ТОВ «Друкмаш-центр», Кропивницький

### 2009
- Андрієвська Людмила — Директор агенції нерухомості, засновник конкурсу дитячо-юнацького естрадного вокального мистецтва «Vivat Marin», Іллічівськ
- Бадида Марія — Начальник державної податкової інспекції у Ужгороді, доцент Закарпатського державного університету
- Байрак Оксана — режисер, продюсер, актриса, телеведуча
- Баль-Прилипко Лариса — декан факультету якості, стандартизації та сертифікації АПК Національного університету біоресурсів і природокористування України, заступник Генерального директора з наукових питань Концерну «Bears Food Ingredients»
- Бужинська Катерина — Співачка, заслужена артистка України[3]
- Ганжа Надія — дизайнер одягу, власниця Дому моди «N. Ganzha»
- Гур'єва Наталі — Офіційний представник в Україні компанії The Leading Hotels of the World
- Данилевська Ірина — засновниця та голова оргкомітету Ukrainian Fashion Week
- Дзеньків Наталія (Lama) — співачка
- Домашевська Олеся — власниця та директор Видавництва будівельної літератури «Домашевська О. А.», логістичних центрів ТОВ "Центр «Логістик» та ТОВ «КП-Ремонтник»
- Дорошенко Ірина — народна артистка України, актриса Національного академічного драматичного театру ім. Івана Франка
- Євтушенко Ірина — завідувачка жіночої консультації Київської центральної клініки
- Ломадзе-Старицька Олена — засновник рекламного агентства «ЕКВАТОР МЕДІА» та салону краси «Бінді»
- Митровцій Валентина — Голова правління Ужгородської міської організації Товариства Червоного Хреста України
- Мітницька Оксана — головний редактор журналу «Власть денег»
- Мойсеєнко Ірина — головний бухгалтер представництва «Солвей Фармацеутікалз ГмбХ» в Україні
- Островська Наталія — завідувачка кафедри грошового обігу та кредиту Буковинської державної фінансової академії
- Радушинська Оксана — журналістка, поетеса[11]
- Рик Інна — Генеральний Директор Видавничого Дому ТОВ «Едіпрес Україна», Президент Доброчинного Фонду журналу «Единственная»
- Тарасевич Алла — директор Всеукраїнського благодійного фонду «Живодайне Джерело»
- Ткаченко Євгенія — Президент телекомпанії «Магнолія-ТВ»[12]
- Харченко Маргарита — Фінансовий директор спортивного комплексу «Метеор» ДП «ВО МПОЗ ім. О. М. Макарова», Дніпропетровськ
- Шлапак Алла — депутат Київської міської ради
- Янтсон Тіна — Президент Міжнародного Центру творчості, краси і таланту «Talent Children Foundation SIXTINA», директор школи мистецтв і естетичного виховання «SIXTINA», Естонія

### 2010
- Світлана Алимова — заслужений економіст України, головний бухгалтер Національної Опери України
- Білас Лідія — генеральний директор компанії «Нова»
- Бенч Ольга — заступник Міністра культури України, професор, кандидат мистецтвознавства, народна артистка України
- Крістіна Бобкова — дизайнер марки BOBKOVA та директор дизайн-студії «СІ БІ дизайн»
- Маргарита Ващук (Січкар) — ресторатор, телеведуча
- Ольга Герасим'юк — народний депутат України, заслужений журналіст України, телеведуча
- Громницька Олена — головний редактор журналу «Профіль»
- Марина Добровольська — керуюча рестораном Державного підприємства "Готельний комплекс «Київ»
- Дрогомирецька Мирослава — завідувач кафедри ортодонтії Київської Національної медичної академії, заслужений лікар України
- Тетяна Дугельна — засновник та провідний експерт Центру психології сім'ї «Лелека», сімейний психолог-психотерапевт, автор книги «І Створив Жінку…»
- Істоміна Алла — виконавчий директор видавничого дому «АДЕФ-Україна»
- Карпова Ірина — директор «Ювелірної компанії Ірини Карпової»
- Алла Кашицина — заступник генерального директора з творчих питань Палацу молоді і студентів Херсонської обласної Ради, заслужений працівник культури України
- Кінах Марина — прес-аташе Українського союзу промисловців і підприємців
- Наталя Кожем'якіна — президент, генеральний продюсер медіакомпанії «ІнформАльянс»
- Тетяна Костюкова — президент компанії «Камелія»
- Марина Литвин — директор МГО «Жінка III тисячоліття»
- Ганна Литвиненко — заслужений майстер спорту з плавання, рекордсменка світу та Дефлімпійських ігор
- Логуш Тетяна — президент Міжнародного благодійного фонду «Мистецька скарбниця»
- Валентина Міщенко — заступник Голови райдержадміністрації Подільського району Києва
- Олена Рудік — голова правління телерадіокомпанії «Перший Діловий»
- Олена Петряєва — заступник голови Донецької обласної державної адміністрації, заслужений працівник охорони здоров'я України
- Лариса Побережнюк — партнер, Правова група «Павленко і Побережнюк»
- Віра Помазан — відповідальний секретар комісії з запитань гуманітарної допомоги при Донецькій обласній державній адміністрації, Голова Донецької обласної жіночої організації Спілки жінок України
- Наталія Прокопович — генеральний консул України в Санкт-Петербурзі
- Вікторія Семененко — керуючий партнер медійно-комунікаційної групи «Maxximum»
- Яна Столар — засновник і генеральний директор туристичної компанії «ЯНА»
- Татьяна Шагинян — головний редактор журналу-каталогу «Кухня и Ванная.com» та журналу «Мебель года», кандидат наук з культурології
- Олена Якименко — начальник Управління охорони здоров'я Одеського міського виконавчого комітету

### 2011
- Вікторія Вагжанова — директор МДФ «Світ талантів»
- Власова Євгенія — співачка
- Гібнер Світлана — директор Київського спеціалізованого Центру сімейного здоров'я та андрогінекології, заслужений лікар України
- Алла Горбунова — голова правління міжнародного благодійного фонду «Соняшник», президент туристичної фірми «Соул»
- Даниленко Тетяна — ведуча інформаційних програм «5 каналу»[13]
- Денищук Оксана — генеральний директор Групи Компаній «Космо-трейд»
- Зоріна Світлана — начальник Головного управління культури Києва
- Казберова Ольга — директор Першого жіночого телеканалу «МАХХІ ТВ»
- Ольга Камолікова — шеф — редактор видавничому дому «АСС-МЕДІЯ», що входить до видавничої групи «КАРТЕЛЬ»
- Наталя Карунос — Генеральний директор торговельної мережі «Оскар», Херсон
- Дар'я Касьянова — керівник програм та проектів Благодійного фонду «Розвиток України»
- Ганна Крисюк[14] — викладач в Івано-Франківській філії Відкритого міжнародного Університету Розвитку Людини «Україна», голова молодіжної адміністрації Івано-Франківської області, радник міського голови з питань молодіжної політики
- Леонтьєва Світлана — ведуча телепрограм Національної телекомпанії України, заслужений журналіст України
- Машкаринець Ольга — приватний адвокат, громадський діяч Ужгород
- Зінаїда Надьон — голова правління ПАТ «Луганськмлин»
- Любов Панченко — мати-вихователька будинку сімейного типу (Київська область)
- Людмила Пашук — видавець та головний редактор журналу «Fashion News», власниця компанії «Exotic style»
- Подашевська Тетяна — заступник голови Київської обласної державної адміністрації, генерал-майор міліції
- Марія Пустова — заступник голови Дніпропетровської обласної державної адміністрації
- Вікторія Руда — член Правління АТ «Укрексімбанк»
- Ольга Сергєєва — адвокат об'єднання «Ситнюк та Партнери»
- Туча Вікторія — заступник генерального директора державного підприємства "Готельний комплекс «Київ»
- Чинка Олена — хореограф, керівник дитячої студії, переможниця телепроєкту «Гордість країни»
- Шудра Тетяна — заступник головного лікаря з сестринської справи Київського міського клінічного ендокринологічного центру
- Лариса Шутько — президент благодійної організації «Діти-дітям», продюсер, художній керівник зразкового шоу-театру «Чунга-Чанга»
- Тетяна Земскова — Олена Ворожбіт — дизайнерський дует «Земскова-Ворожбіт»

### 2012
- Валевська Наталія — співачка
- Лариса Гордьєра — естрадна співачка, відома в Росії й Україні
- Марися Горобець — телеведуча і генеральний продюсер першого українського телеканалу «Юкреніан Фешн»
- Оксана Гунда — адвокат, заступник директора Юридичної фірми «Еталон»
- Олена Даць — дизайнер, власниця торгової марки Олена Даць
- Зайцева Ірина — доктор філологічних наук, професор, директор Українського центру оцінювання якості освіти
- Вікторія Збраілова — керуюча магазином побутової техніки «Комфі» в місті Луганськ, Жінка третього тисячоліття Луганщини у 2011 році
- Галина Кладова — директор фірми перевезень «Форсаж», Біла Церква
- Оксана Когут — Заслужений працівник культури України, комерційний директор Київського національного академічного театру оперети
- Ганна Козодой — лікар-акушер-гінеколог вищої категорії, доктор медичних наук, консультант в акушерстві та гінекології в Деснянському районі Києва
- Ірина Конарева — начальник управління культури і туризму Запорізької обласної державної адміністрації, заслужений працівник культури України
- Любов Литвина — депутат районної ради, Херсонська область
- Галина Мусієнко — вчитель української мови та літератури
- Плотнікова Оксана — директор Українського державного підприємства поштового зв'язку «Укрпошта»
- Подкопаєва Лілія[15]. — заслужений майстер спорту України, чемпіонка Європи та світу, Чемпіонка XXVI Олімпійських ігор
- Ірина Прима — головний редактор каталогу «Перепланировка квартир» видавничого дому «АСС-Медіа»
- Прологаєва Наталія — паралімпійська чемпіонка, спортсмен-інструктор
- Катерина Ревенок — доцент кафедри внутрішньої медицини № 3 Національного медичного університету імені О. О. Богомольця, кандидат медичних наук
- Олена Рог — письменниця, журналістка
- Людмила Смородіна — народна артистка України, актриса Національного академічного драматичного театру імені І. Франка
- Неля Сацик — заступник головного лікаря з лікувальної роботи дитячої поліклініки № 2 Деснянського району, Києва
- Олена Ялова — заступник генерального директора компанії «Украфлора»

### 2015
- Тетяна Абрамова — директор ТД «Ріто», волонтер
- Олена Бернацька — дизайнер одягу
- Лілія Бондаренко — волонтер, медик
- Ірина Грицай — викладач Дніпропетровського державного університету внутрішніх справ
- Гуменюк-Торган Олена — військовослужбовець, вдова командира-учасника АТО, волонтер
- Маргарита Дітрих — директор ТОВ "ТД «Санітарний щит України»
- Забужко Оксана — письменниця
- Ілона Згурова — Президент «Європейської асоціації ділових жінок», Одеса[16]
- Олена Коневега — викладач, регіональний директор МДФ «Світ талантів» в Хмельницьку
- Василенко Ксенія (Соня Кошкіна) — журналіст, шеф-редактор інтернет-видання «Лівий берег» (LB.ua)
- Ірена Красуляк — Голова фундації допомоги українським сиротам в Австралії
- Кривда Наталія — доктор філософських наук, професор Київського національного університету ім. Т. Шевченка, академічний директор Единбурзької бізнес-школи
- Тетяна Ксенофонтова — директор іміджевої програми «Таланти тисячоліття», Черкаси
- Віталіна Лавриненко — власниця, директор ресторану «Старий Запоріжжя»
- Литвиненко Юлія — журналіст, теле-радіоведуча, генеральний продюсер радіо «Вести»
- Наталія Нетовкіна — Голова громадської організації "Громадський рух «За процвітання Черкащини», засновник ювелірної компанії «ЗАРІНА»[17]
- Ірина Онопенко — галерист, художниця, громадський діяч
- Світлана Пінчук — фінансовий директор ТОВ «Альфащит»
- Ніна Прима — генеральний директор ЗАТ "Фірма «Калина»
- Русаліна Людмила — Президент групи компаній «Петрус»
- Юлія Сегеда — директор ТОВ "Юркомпанія «Ексанте», волонтер, Голова правління ГО "Армія волонтерів «Дніпро»
- Сумська Ольга — народна артистка України
- Сестри Галя і Леся Тельнюк — співачки, заслужені артистки України
- Теліженко Олександра — заслужений художник України, майстриня української вишивки[18][19]
- Трифонова Світлана — паралімпійська чемпіонка, учасниця соціально-культурного проекту «Безмеж»
- Оксана Чебанова (Мир) — волонтер, директор ТОВ
- Олена Хачатрян — директор ПП «АРТЛЕНД», громадський діяч, Житомир
- Шелепницька Наталія — народна артистка України, оперна співачка
- Юлія Юдіна — управляюча проектом «Bel Etage», організатор благодійних проектів

### 2016
- Андрійчук Неоніла — голова Хмельницької обласної ГО «За конкретні справи»[20]
- Лариса Білозір — депутат Вінницької обласної ради, голова БФ «Допомога онкохворим дітям»
- Блажівська Наталія — суддя Вищого адміністративного суду України
- Олена Бондарчук-Ладна, Наталія Мірошніченко — ГО «Справедливість»
- Наталія Борсук — Народна артистка України, керівник народно-художнього колективу «Пульс»
- Вітвіцька Соломія — телеведуча, громадський діяч
- Ліна Верес — хореограф, засновник та керівник балету Foresight Art
- Ірина Гакало — директор ТМ «Насолода», співзасновник НВК «Мої обрії»
- Тетяна Гончарова — теле- радіоведуча
- Дагдій Таїсія — прийомна мати дитячого будинку сімейного типу Ладижин Вінницької обл.[21]
- Демченко Людмила — начальник Головного управління ДФС у Києві
- Ганна Денисова — власник бутіку високої культури столу
- Ігнатченко Наталія — голова Наглядової ради «ВЕРНУМ Банку»
- Захарова Стелла — відома спортсменка, громадський діяч
- Ірина Зільберман — продюсер, меценат, заступник директора компанії «Доміно Арт»
- Юлія Коваленко — директор компанії TIche Tours
- Людмила Козак — професор, генеральний директор Ортопедичного науково-виробничого реабілітаційного центру «ОРТЕС»
- Жанна Лаврова — журналіст, головний редактор журналу «Наталі»
- Яна Луцька — дизайнер студії «Луцька дизайн»
- Мерешко Єлизавета — паралімпійська чемпіонка — 2016
- Тетяна Непомяща — дизайнер одягу
- Ірина Олійник — кандидат філологічних наук, культуролог, викладач
- Піскарьова Тетяна — Заслужена артистка України, громадський діяч
- Уляна Пчолкіна — телеведуча, директор ВБО "Волонтерське об'єднання «Крила»[22]
- Сатенко Юлія — мати-вихователь дитячого будинку сімейного типу Київ
- Катерина Сільченко — дизайнер одягу
- Ольга Філатова-Кривецька — засновник Edem Resort Hotel Group
- Шоробура Інна — ректор Хмельницької гуманітарно-педагогічної Академії, доктор педагогічних наук, професор
- Тетяна Щербина — артпродюсер, креативний продюсер[23]

### 2017
- Вергуш Арутюнян — приватна підприємниця, меценатка, волонтерка
- Ірина Болган — модельєрка, власниця ТМ «Ірина Болган Фешн Груп»
- Лілія Ватсон — засновниця та президент Міжнародного благодійного фонду імені Святого Андрія
- Наташа Влащенко — генеральний продюсер телеканалу ZIK
- Олена Голець — дизайнерка одягу, засновниця брендів Golets, Dolcedonna
- Оксана Дмітрієва — лікарка-стоматолог, засновниця клініки Status Dental Studio
- Юлія Кацьянова — власниця Модного дому VoleeYu Fashion House, дизайнер
- Наталія Ковалко — викладачка, міжнародний експерт, адвокат
- Ірина Козлова — директор ТОВ «Капітан- А», громадський діяч
- Яна Коробіцина — підприємець, власниця «Galleria Milano»
- Ксенія Костенко — генеральний директор ТОВ «ТД Веріас»
- Олеся Любка-Труфіна — власниця закладів харчування, меценат (м. Чернівці)
- Марія Лисенко — директор ліцею «Наукова зміна», заслужений працівник освіти
- Ірина Марчук — засновник і головний дизайнер Дому моди Ірини Марчук
- Маделейн Волгрен Вікері (Madeleine Wallgren Veckery) — місіс Швеція-2017
- Наталія Мудрик — старший лейтенант міліції (в запасі), багаторазова чемпіонка України, Європи і світу, майстер спорту міжнародного класу з кульової стрільби
- Міла Нітіч — співачка
- Світлана Новохацька — віце-президент ДП «Київміськбуд»
- Катерина Одарченко — політичний консультант, партнер SIC Group
- Лілія Олійник — засновник Школи досконалості, Центру розвитку та дозвілля Ilivecentre
- Оксана Петровська — директор Дніпропетровського академічного українського музично-драматичного театру ім. Шевченка, заслужена артистка України
- Орися Примак — вчителька, мати будинку сімейного типу (м. Рівне)
- Катерина Романенко — Голова сільської ради с. Нараївка, Гайсинський район, Вінницька область
- Юлія Світлична — голова Харківської обладміністрації
- Стелла Станкевич — генеральний директор ТДВ «Трембіта», Чернівці
- Тамара Токмачова — головний тренер збірної команди України зі стрибків у воду
- Світлана Тімохова — генеральний директор роздрібної дитячої мережі «Літтл Хауз»
- Ганна Феєр — генеральний директор Закарпатської школи моделей
- Марія Шрамко — керівник Міжнародного кулінарного центру (Ісландія)
- Карина Янчук — дефлімпійська чемпіонка, Харків
- Євгенія Ярова — начальник управління освіти Шевченківської РДА в Києві

### 2018
- Tayanna — співачка
- Габріелла Массанга — телеведуча
- Сусанна Чахоян — заслужена артистка України, солістка Національної опери
- Анна Стеценко — паралімпійська чемпіонка
- Яна Іванілова — віце-президент Міжнародного благодійного фонду Олександра Петровського «Солідарність»
- Яніна Різник — начальник управління забезпеченності діяльності Дніпропетровської обласної ради
- Ірина Галай — перша українка, яка підкорила Еверест
- Мирослава Дрогомирецька — Заслужений лікар України, доктор медичних наук, професор, завідувач кафедри ортодонтії Національної медичної академії післядипломної освіти імені П. Л. Шупика
- Олена Бойко — переможниця конкурсу краси для успішних жінок Mrs. Ukraine International
- Олена Горянська — бізнес-леді
- Тетяна Олексенко-Жирко — Заслужена артистка України
- Юлія Бурдужа — засновник фонду перетворення процесів суспільства «Універсум»
- Галина Шаламова — голова наглядової ради «Михайлівський райагропостач»
- Людмила Войлова — мати вихователь дитячого будинку сімейного типу Дніпро, яка разом із чоловіком виховує десять дітей
- Оксана Кононець — перша українська модель на візку, голова благодійного фонду «Нескорені»
- Ніна Лебедєва
- Ельміра Дорошенко
- Лариса Ломакіна[24]